# SORA 122mm
Samohodna haubica 122mm SORA je srpska samohodna haubica koju je razvio Vojnotehnički Institut (VTI) za srpsku vojsku. Samohodna haubica SORA ima ceo gornji deo haubice D-30J koja je postavljena na kraj modifikovanog kamionaFAP 2026 BS/AV šasiju. Glavne funkcije oružja su sistem oružja, kao navigacija, postavljanje topa, punjenje municije, pošto je sve to u potpunosti automatsko.

## Развој
Prvi prototip samohodne haubice SORA 122mm je javno predstavljen u 2009. godini, koji je predstavljao veoma prostu instalaciju haubice 122mm D30J na šasiju sa točkovima..
Drugi prototip samohodne haubice SORA 122mm je završen u 2013. godini i prvi put je javno predstavljen na sajmu naoružanja Partner 2013. Ovo je bila finalna konfiguracija sa automatskim punjačem 122mm, inercijalnom i satelitskom navigacijom.
Ispitavanja ovog prototipa su počela u julu 2013. godine, ali ispitivanja na poligonu nisu očekivana pre marta 2014. godine..

## Osnovne komponente
- D30J

U procesu pripremanja za serijsku proizvodnju ( 1975/6), VTI je predstavio modifikacije ruskog modela D-30 u model D-30J kao i novi projektile 122mm sa dometom od 17.6 km. 
- FAP 2026 BS/AV

FAP 2026 je 6x6 vozilo koje je dezajnirano za transport posade, oružja, materijala do 6 tona totalne težine.
U ovom slučaju FAP 2026 je dodatno modificiran i ojačan kako bi ispunio zahteve koji su potrebni za ovu haubicu..
- Automatski punjač

Automatski punjač koristi šest granata koja su locirana u dva bubnja na obe strane topa. Projektili su u desnom bubnju, a punjenje na levoj. Brzina paljbe je 6 projektila u jednom minutu. Zahvaljujući visokom stupnju  automatizovanja, SORA je sposobna da radi sa samo dva člana posade..
- Nova municija

Zajedno sa razvojem samohodne haubice SORA 122mm, VTI  je radio na novom dometu municije u kalibru 122mm..
- TF-462 Osnovni projektil koji ima domet od 15.300m
- TF ER BT XM08  Domet od 18.500m
- TF ER BB XM09 Domet od 21.500m

## Uloga
Samohodna haubica SORA 122,je namenjena za generalnu vatrenu podršku za jedinice na nivou brigade. Bila je dezajnirana da ispuni zahteve modernog ratišta, što znači da je princip udari i beži usvojen kao glavni mod operacije.
SORA 122mm je sposobna da puca u ciklusima od 3.5 minuta, 90 sekundi za menjanje iz marševskog u borbeni položaj, 60 sekundi da ispali svih 6 granata u automatskom punjaču i još 60 sekundi da se pomeri sa pozicije sa koje se pucalo. 

## Galerija
- Samohodna haubica SORA 122mm na sajmu naouružanja Partner 2013.
- Samohodna haubica SORA 122mm na sajmu naoružanja Partner 2011.
- Samohodna haubica SORA 122mm.